# Oecanthus forbesi
Oecanthus forbesi är en insektsart som beskrevs av Stephen J. Titus 1903. Oecanthus forbesi ingår i släktet Oecanthus och familjen syrsor. Inga underarter finns listade i Catalogue of Life.